# Bandeira da Penha de França
A bandeira do Distrito da Penha de França, na zona Leste de São Paulo, juntamente com seu brasão, constituem os símbolos que representam a história secular e lendária da fundação do bairro.
A bandeira é um retângulo em duas cores fundamentais: blau (azul) e branco;
Em blau está representado o manto de Nossa Senhora da Penha de França, 

Criação da bandeira: Sr. Lauro Ribeiro Escobar Criação do brasão afixado: Historiadora Adriana Lopes
Designer Gráfico: Reverson Reis Diniz

simbolizando a proteção da Santa ao bairro;
Afixadas às laterais do manto estão espalhadas 8 (oito) flor de lis, em branco,
representam a pureza de Nossa Senhora e a paz desejada aos habitantes do bairro.
A justificativa dos elementos que compõem a bandeira são do sr. Lauro Ribeiro Escobar.

Ao centro da bandeira está o Brasão de Armas do Bairro da Penha de França, criado pela historiadora Adriana Lopes, em consonância com as regras heráldicas que tem por finalidade orientar a identificação, além dos elementos do escudo das armas, do conjunto armorial completo que distingue o brasão do Distrito da Penha de França de qualquer outro.

## Significado
Encimando o escudo, tem-se a coroa de Nossa Senhora da Penha de França, simbolizando a fé e a história da formação do bairro; o manto sagrado de Nossa Senhora que envolve o escudo, simbolizando o poder espiritual, protegendo os habitantes.
O escudo em jaine representa a passagem da realeza no bairro e seu formato em escudo de guerra, remete-nos à defesa, representando a Revolução de 1924, período em que o bairro da Penha foi capital do Estado de São Paulo por alguns dias.
A forma geral do escudo é dividido verticalmente e horizontalmente e suas cores, em campo blau (azul) representa o manto de Nossa Senhora e em branco, a sua pureza, em acordo com a justificativa da bandeira.
A cruz no quartel superior sobre a colina que era passagem obrigatória de tropeiros e viajantes, simboliza o Santuário da Penha de França, erguido em 1682, patrimônio da cidade; ainda no quartel superior, em blau, está o rosário da Igreja do Rosário dos Homens Pretos na Penha, remetendo-nos à justiça, perseverança e a lealdade com o povo negro. A capela foi erguida em junho de 1802, é também patrimônio da cidade.
No quartel inferior estão 3 faixas ondadas, representando a pureza da água dos rios Tietê, Aricanduva e Tiquatira, abaixo delas, em sinopla, a árvore representando a cortesia, alegria e abundância dos campos onde foi erguido o Clube Esportivo da Penha; ainda no quartel inferior, está o bonde que chegou à região, em 1901, representando o progresso e o desenvolvimento da região.
O escudo é transpassado por um lado pela espada dos militares que na antiga freguesia viveram, dando nomes às principais ruas do bairro e de outro, a flecha representando as aldeias indígenas Ururaís que viviam às margens dos rios citados acima.
A data de 08 de setembro de 1667, em mote, remete às primeiras fontes históricas das primeiras sesmarias doadas aos bandeirantes portugueses que chegaram à região.

## Histórico
Os brasões de armas foram criados, na Idade Média, para identificar especificamente famílias, clãs ou reinos, principalmente em momentos de guerra.
A partir do século XIX, com o fim das monarquias, o uso dos brasões perdeu importância, ressurgindo no século XX, como símbolos de diversas corporações e entidades coletivas, além de nações, estados e municípios.
Em São Paulo, as "bandeiras", expedições desbravadoras dos bandeirantes desde o século XVI, é justamente a primeira referência que se tem de uma bandeira que tinha como representação a Cruz de Cristo, presente na bandeira de São Paulo.
Poucos bairros do município de São Paulo tem identidade própria, cabendo ao Sub Prefeito da Penha, Thiago Della Volpi, a partir da distinção de cada região, solicitar à historiadora Adriana Lopes, pesquisadora dos bairros da zona leste, junto às principais associações do bairro, criar as bandeiras dos quatro distritos da Sub Prefeitura da Penha. 
A bandeira, contendo o brasão, conforme aprovação da maioria dos representantes das instituições do bairro, foi apresentada aos moradores, dia 07 de setembro de 2020, em uma carreata que trasladou a imagem de Nossa Senhora da Penha de França da Praça da Sé até a Basílica da Penha.